# Логау, Фридрих фон
Фридрих фон Логау (нем. Friedrich von Logau; январь 1605, Брохоцин, Нижнесилезское воеводство — 24 июля 1655, Легница) — немецкий поэт, автор эпиграмм.

## Биография
Фридрих Логау родился в семье богатого землевладельца, умершего в год его рождения. С 1614 по 1625 год учился в гимназии в Бжеге и впоследствии изучил право в Альтдорфском университете Нюрнберга. 

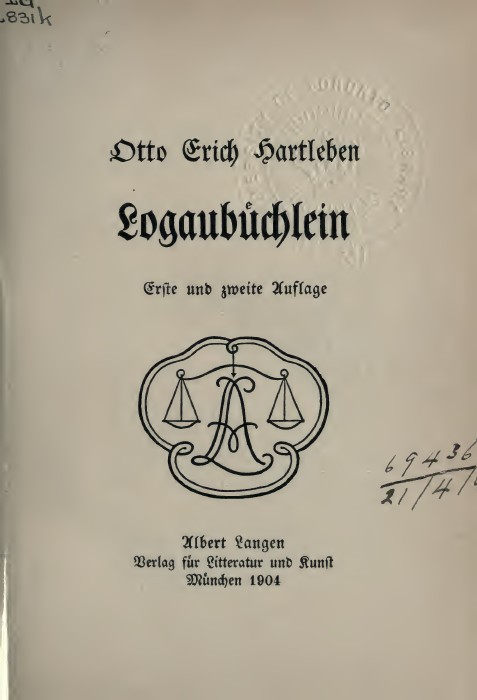
Logaubüchlein, 1904

Завершив учёбу, с 1633 года управлял семейным поместьем, но был вынужден бежать к герцогскому двору перед наступавшими войсками Альбрехта фон Валленштейна, разграбившими его поместье, и в 1644 году поступить на службу к герцогу Бжега Людвигу IV в качестве малозначимого советника. Тогда же он был сделан «членом герцогского совета». Был дважды женат. Умер в Легнице в 50-летнем возрасте.
Сатирические эпиграммы Логау, которые были собраны в двух книгах под псевдонимом «Саломон фон Голав» (анаграмма его настоящего имени) в 1638 («Erstes Hundert Teutscher Reimenspriiche») и 1654 («Deutscher Sinngedichte drei Tausend») годах, не могли по очевидным политическим причинам быть оценены при его жизни, но очень высоко оценивались впоследствии. Живя в эпоху Тридцатилетней войны и сохранив в этом конфликте здравый взгляд на вещи, он высмеивал бессмысленное, как он считал, кровопролитие и отсутствие национальной гордости у немцев, стремившихся во всём подражать французам, а также различные эпизоды придворной жизни. С июля 1648 года он был членом так называемого «Плодоносного общества» («Fruchtbringende Gesellscha ft»), состоя в нём под псевдонимом Der Verkleinernde и считая себя последователем Мартина Опица, однако стараясь сохранять творческую индивидуальность и независимость.
Эпиграммы Логау были отредактированы в 1759 году Лессингом и Рэмлером, которые первыми обратили внимание на их художественные достоинства; в 1791 году появилось 2-е издание. Эпиграммы были также изданы несколько раз в XIX и XX веках.